# Michele De Palma
Michele 'Miki' De Palma (né en 1973 en Italie) est un biologiste italien et professeur à l'EPFL (École polytechnique fédérale de Lausanne). Il est connu pour son travail sur le rôle des macrophages dans la progression du cancer ainsi que pour la découverte des monocytes Tie2-positifs, capables de stimuler l'angiogenèse tumorale. 

## Carrière
De Palma obtient une maîtrise en biologie de l'Université de Turin en 1999 après avoir soutenu une thèse sur les effets cytostatiques des interférons de type I sur les cellules cancéreuses. Il reçoit ensuite un doctorat en 2004 dans le laboratoire de Luigi Naldini, où il étudie l'effet des cellules dérivées de la moelle osseuse sur l'angiogenèse tumorale. En tant que chercheur post-doctoral au San Raffaele Telethon Institute for Gene Therapy de Milan, il analyse le rôle des macrophages dans la tumorigenèse, ainsi que et leur utilisation potentielle comme cible pour la thérapie génique dans le traitement du cancer. 
De Palma est nommé chef de groupe à l'Institut scientifique de San Raffaele en 2008. En 2012, il est nommé professeur assistant à l' EPFL, où il est promu professeur associé en 2018. 

## Recherche
De Palma dirige le groupe sur l'angiogenèse et le microenvironnement tumoral à l'EPFL. Ses recherches portent sur l'influence du microenvironnement tumoral sur la progression du cancer. De Palma et ses collègues utilisent des modèles génétiques de cancer ainsi que des cellules génétiquement modifiées pour élucider les interactions complexes qui se produisent entre les cellules tumorales, les vaisseaux sanguins, les cellules immunitaires et les exosomes dans le microenvironnement tumoral . 
De Palma est connu pour avoir découvert une sous-population de monocytes Tie2-positifs dotés de capacités angiogéniques et qui favorisent la progression tumorale. Il montre que l'inhibition d'un ligand du récepteur Tie2, l'angiopoïétine 2, empêche l'angiogenèse, induisant une diminution de la masse tumorale et inhibant le processus métastastatique. Il identifie également l'expression de l'angiopoïétine 2 comme un mécanisme de résistance adaptatif aux traitements anti-angiogéniques par les inhibiteurs du récepteur VEGF dans un modèle murin de cancer du pancréas.
Le laboratoire de Michele De Palma explore de nouvelles stratégies thérapeutiques dans l'espoir de surmonter les résistances aux immunothérapies anticancéreuses. De Palma et ses collègues ont notamment montré que la double inhibition de Tie2 et de VEGF-A pouvait favoriser l'immunité anti-tumorale et augmenter l'efficacité des traitements par les inhibiteurs des points de contrôle immunitaires,. Ils ont également identifié les microARN comme des cibles potentielles pour reprogrammer les macrophages associés aux tumeurs et ainsi promouvoir leurs fonctions immunitaires anti-tumorales,.  
De Palma et ses collègues explorent également le rôle des vésicules extracellulaires dans la progression du cancer et la résistance aux traitements anticancéreux. En 2019, ils montrent que certaines chimiothérapies peuvent stimuler la libération d'exosomes aux propriétés pro-métastatiques sécrétés par les cellules tumorales,,. Le laboratoire de Michele De Palma a également développé une nouvelle génération de vaccin contre le cancer basé sur des cellules dendritiques dotées d'un récepteur chimérique nommé EVIR, capable d'internaliser les exosomes sécrétés par les cellules tumorales ainsi que leurs antigènes tumoraux, permettant ainsi de stimuler l'immunité anti-cancéreuse. 
Passionné d'entomologie, De Palma a également publié de nombreuses études sur la taxonomie des scarabaeidae, décrivant notamment plusieurs nouvelles espèces,. 

## Distinctions
En 2013, De Palma reçoit le prix scientifique Leenaards pour ses recherches sur les thérapies anti-angiogéniques et les immunothérapies anticancéreuses. Il reçoit également le prix Robert Wenner en 2017, décerné par la Ligue suisse contre le cancer,. 
De Palma reçoit un Starting Grant en 2009 et un Consolidator Grant en 2016 du Conseil européen de la recherche. 
De Palma siège au conseil scientifique et au comité de rédaction de plusieurs revues scientifiques évaluées par des pairs, telles que Science Translational Medicine, Cell Reports, BBA Reviews on Cancer et Cancer Immunology Research.